# Cicindela maroccana maroccana
Cicindela maroccana maroccana é uma subespécie de insetos coleópteros pertencente à família Carabidae.
A autoridade científica da subespécie é Fabricius, tendo sido descrita no ano de 1801.
Trata-se de uma subespécie presente no território português.